# Hydroécologie
L'hydro-écologie ou hydroécologie est une science appliquée issue de l’étude des relations qui existent entre les conditions physiques régnant dans les cours d’eau et la vie aquatique. Ces études sont notamment menées par le CEMAGREF. Elles sont la mise en œuvre de la Directive-cadre sur l'eau et vise principalement la gestion durable et équilibrée des écosystèmes d’eau courante. L'hydroécologie sert à comprendre les interelations des différentes espèces (homme-animal-végétal) qui vivent dans les cours d'eau et de leurs impacts sur l'environnement.

## sources
- http://www.cemagref.fr/le-cemagref/lorganisation/les-centres/lyon/ur-maly/Hydroecologie_Cours_dEau/#themes CEMAGREF

plus de renseignements sous :
- Site sur l'hydroécologie